# القصبة (بني سويف)
قرية القصبة هي إحدى القرى التابعة لمركز سمسطا في محافظة بني سويف في جمهورية مصر العربية. حسب إحصاءات سنة 2006، بلغ إجمالي السكان في القصبة 3014 نسمة، منهم 1443 رجل و1571 امرأة.